# Läsna
Läsna är en by (estniska: küla) i Kadrina kommun i landskapet Lääne-Virumaa i norra Estland. Byn ligger där Riksväg 1 (Europaväg 20) korsar ån Läsna jõgi.
I kyrkligt hänseende hör byn till Kadrina församling inom den Estniska evangelisk-lutherska kyrkan.